# Le tre illusioni
Le tre illusioni è un film muto italiano del 1921 diretto da Eugenio Perego.

## Trama
Il marchese d'Alton impone a sua figlia Elena di sposare il banchiere Haley per riportare l'antico blasone d'Alton alle ricchezze perdute. Elena, però, ama il luogotenente Robert de Nanteuil, e non esita a lasciare il marito per fuggire con il suo amante. La vendetta di Haley lo induce a rovinare i d'Alton, ma l'amore tra i due giovani lo convince a concedere il divorzio. Elena e Robert possono così sposarsi.